# Coronel-general
Coronel-general é uma patente de oficial general dos exércitos de certos países. Em outros países é o título de um cargo de comando militar, não sendo uma patente específica.

## Distintivos e designações em vários países

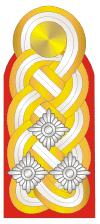
Alemanha (1935-1945): Generaloberst
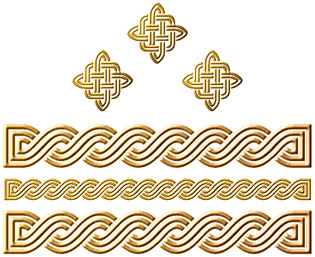
Croácia: General pukovnik
Egito: Colonel-general / فريق أول [Fariq awwal]
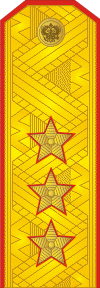
Rússia: Генерал-полковник [general-polkownik]
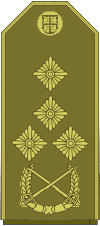
Sérvia: Генерал-пyковник [general-pukovnik]

## Coronel-general (militar) em vários países

### Alemanha
Até 1945, na Alemanha, Generaloberst (coronel-general) era um posto honorífico, entre general e marechal, ao qual podiam ser promovidos certos oficiais generais. De observar que, apesar de ser, geralmente, traduzido por Coronel-general, Generaloberst, pode ser traduzido por generalíssimo.

### Brasil
No Brasil, coronel-general era considerado como o "general de uma estrela", no período de 1930 a 1988 (Getúlio Vargas e vigência da Constituição de 1946, em operações conjuntas da polícia, em "tropas de repressão ao Crime Organizado" (nomenclatura da época).

### França
Na França, durante o Antigo Regime, o regime napoleónico e a restauração dos Borbons, "coronel-general" era o título de um cargo da coroa, ao qual competia, essencialmente, o comando honorífico de certas armas e corpos do Exército. Existiam os seguintes coronéis-generais: da Infantaria, da Cavalaria, dos Dragões, dos Hussardos, dos Cem-Suíços e Grisões e dos Guardas Franceses.

### Portugal
Em Portugal o título de "coronel-general" foi utilizado para designar o comandante do Corpo de Voluntários Realistas, criado pelo Rei D. Miguel I em 1829. O cargo foi desempenhado pelo 6º duque do Cadaval.

### Rússia
No Exército da Rússia, coronel-general é uma patente permanente de oficial general, entre a de tenente-general e a de general. Normalmente um coronel-general é responsável pelo comando de um corpo de exército ou outra unidade do mesmo escalão. Em alguns exércitos de outros países da antiga União Soviética ou sujeitos à sua influência foi também introduzida a patente de coronel-general.